# Andy Halter
André Halter est un footballeur suisse né le 21 avril 1966.

## Biographie

### En club
Andy Halter était un footballeur surdoué, qui subit une douzaine d’interventions chirurgicales. En 1988, considéré comme invalide, il avait obtenu la confiance de l'entraîneur de Grasshopper-Club Zurich d'alors, Ottmar Hitzfeld, qui tenait à cet attaquant de race. Avec raison, puisque Halter marquait les deux buts en finale de Coupe de 1989 contre Aarau (2-1). En avril 1992, il mit un terme prématuré à sa carrière, après une nouvelle opération.
- 1984-1988 FC Lucerne
- 1988-1992 Grasshopper-Club Zurich

### En sélection
- 9 sélections en équipe de Suisse.
- Première sélection : Suisse-Allemagne 0-1, le 9 avril 1986 à Bâle
- Dernière sélection : Suisse-Tchécoslovaquie 0-1, le 7 juin 1989 à Berne

## Palmarès
- Champion suisse en 1990 avec Grasshopper-Club Zurich
- Champion suisse en 1991 avec Grasshopper-Club Zurich
- Coupe de Suisse en 1989 avec Grasshopper-Club Zurich
- Coupe de Suisse en 1990 avec Grasshopper-Club Zurich